# Le Prince des rivières
Pour plus de détails, voir Fiche technique et Distribution.
Le Prince des rivières (titre original : Where the Rivers Flow North) est un film américain réalisé par Jay Craven, sorti en 1993.

## Synopsis
En 1927, dans le Vermont, un immense barrage est construit. Noël Lord, un homme qui travaille le bois et l’huile de cèdre ne veut pas céder ses terres qui vont être inondées. La société responsable de la construction du barrage décide de lui offrir davantage d'argent mais Noël refuse. Un marché est conclu lorsque Noël se voit offrir un poste de ranger, dans un nouveau parc. Mais sa compagne indienne aurait préféré acheter un moulin dans l'Oregon...

## Fiche technique
- Titre original : Where the Rivers Flow North
- Réalisation : Jay Craven
- Scénario : Don Bredes et Jay Craven d'après le roman de Howard Frank Mosher
- Directeur de la photographie : Paul Ryan
- Montage : Barbara Tulliver
- Musique : The Horse Flies et Ben Wittman
- Production : Jay Craven et Bess O'Brien
- Genre : Drame
- Pays de production :  États-Unis
- Durée : 106 minutes
- Dates de sortie :
  - Canada : Octobre 1993
  - États-Unis : 4 mars 1994 (New York)

## Distribution
- Rip Torn (VF : Jacques Frantz) : Noel Lord
- Tantoo Cardinal (VF : Frédérique Cantrel) : Bangor
- Bill Raymond (VF : Jean Lescot) : Wayne Quinn
- Mark Margolis (VF : Patrick Messe) : New York Money
- Michael J. Fox (VF : Luq Hamet) : Clayton Farnsworth
- George Woodward (VF : Renaud Marx) : Mitchell
- Yusef Bulos (VF : Remy Darcy) : Armand
- John Grisemer (VF : Christophe Lemee) : Henry Coville
- Jeri Lynn Cohen : Mme Bessie
- Treat Williams (VF : Bruno Dubernat) : le manager
- Amy Wright : la femme perdue
- Dennis Mientka (VF : Serge Lhorca) : le shérif LaFontaine
- John Rothman : l'avocat
- Sam Lloyd (VF : Jean-François Laley) : le juge